# Danny Munyau
Danny Munyau (21 gennaio 1987) è un calciatore zambiano, portiere del Red Arrows e della Nazionale zambiana.

## Carriera
Ha esordito in Nazionale nell'amichevole disputata il 22 dicembre 2012 contro la Tanzania. Ha fatto parte della selezione zambiana alla Coppa delle nazioni africane 2013 che si è tenuta in Sudafrica.

## Statistiche

### Cronologia presenze e reti in Nazionale
| Cronologia completa delle presenze e delle reti in nazionale ― Zambia | Cronologia completa delle presenze e delle reti in nazionale ― Zambia | Cronologia completa delle presenze e delle reti in nazionale ― Zambia | Cronologia completa delle presenze e delle reti in nazionale ― Zambia | Cronologia completa delle presenze e delle reti in nazionale ― Zambia | Cronologia completa delle presenze e delle reti in nazionale ― Zambia | Cronologia completa delle presenze e delle reti in nazionale ― Zambia | Cronologia completa delle presenze e delle reti in nazionale ― Zambia |
| Data                                                                  | Città                                                                 | In casa                                                               | Risultato                                                             | Ospiti                                                                | Competizione                                                          | Reti                                                                  | Note                                                                  |
| --------------------------------------------------------------------- | --------------------------------------------------------------------- | --------------------------------------------------------------------- | --------------------------------------------------------------------- | --------------------------------------------------------------------- | --------------------------------------------------------------------- | --------------------------------------------------------------------- | --------------------------------------------------------------------- |
| 22-12-2012                                                            | Dar es Salaam                                                         | Tanzania                                                              | 1 – 0                                                                 | Zambia                                                                | Amichevole                                                            | -1                                                                    |                                                                       |
| Totale                                                                |                                                                       | Presenze                                                              | 1                                                                     |                                                                       | Reti                                                                  | -1                                                                    |                                                                       |